# Ospriocerus evansi
Ospriocerus evansi là một loài ruồi trong họ Asilidae. Ospriocerus evansi được Martin miêu tả năm 1968. Loài này phân bố ở vùng Tân nhiệt đới.